# 郝家镇
郝家镇，是中华人民共和国山東省东营市垦利区下辖的一个行政建制镇。

## 行政区划
郝家镇下辖以下地区：
宫家村、侯家村、北张村、北王村、孟家村、店子村、前缪村、后缪村、许家村、十五图村、南张村、大赵村、小赵村、十八图村、郝家村、前岳村、王沙村、后岳村、八里村、孙家村、宋沙村、迟沙村、大务村、吴杨村、樊家村、黄店村、薛家村、耿家村和西郊现代服务区郝家段类似社区。